# 切列姆希夫 (日達喬夫區)
49°20′21″N 24°21′31″E / 49.33917°N 24.35861°E

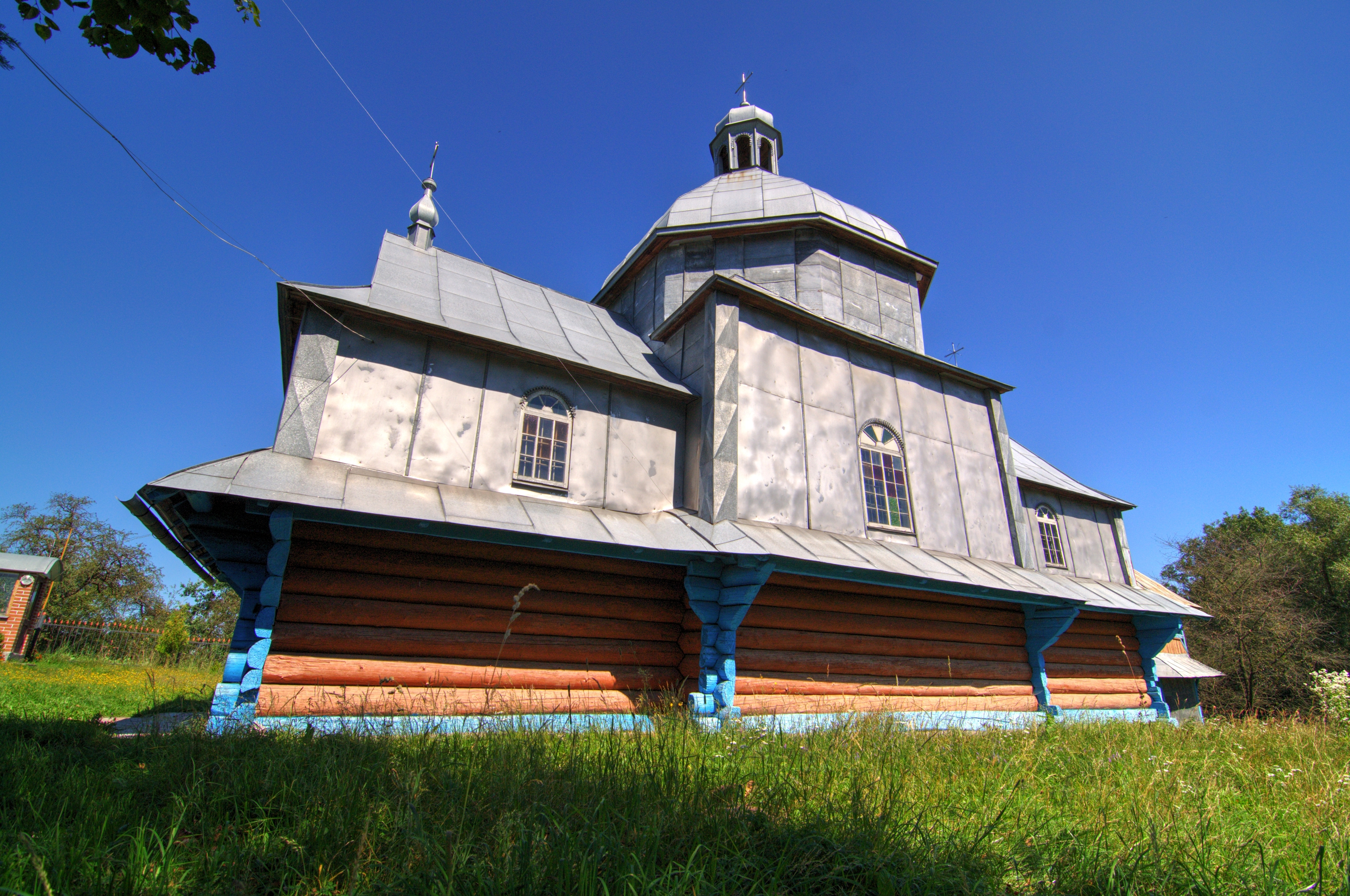

切列姆希夫（烏克蘭語：Черемхів），是烏克蘭西部的村莊，隸屬利維夫州的斯特雷區。該村面積0.86平方公里，海拔高度274米，2001年人口237，人口密度每平方公里275.58人。